# San Francisco de Asís, Villa Corzo
San Francisco de Asís är en ort i Mexiko.   Den ligger i kommunen Villa Corzo och delstaten Chiapas, i den sydöstra delen av landet, 800 km sydost om huvudstaden Mexico City. San Francisco de Asís ligger 549 meter över havet och antalet invånare är 108.
Terrängen runt San Francisco de Asís är huvudsakligen kuperad, men åt nordost är den platt. Runt San Francisco de Asís är det glesbefolkat, med 19 invånare per kvadratkilometer. Närmaste större samhälle är San Pedro Buenavista, 18,9 km väster om San Francisco de Asís. Omgivningarna runt San Francisco de Asís är en mosaik av jordbruksmark och naturlig växtlighet.